# Adriana Rostán
Adriana Rostán también conocida como "La Griega" (Grecia, 1819) fue una pintora española miniaturista y pintora de Cámara del siglo XIX.

## Biografía
Adriana Rostán nació en Grecia en 1819. Era también conocida como Adriana Dufour y tuvo el apodo de "La Griega" debido a su lugar de nacimiento.
Era hija de un diplomático español lo que explicaría su relación cercana con la realeza. Era prima del especialista y impulsor de la cultura helenística en España y también editor barcelonés Antonio Bergnes de las Casas (1801-1879).
Fue pintora de miniaturas y pintora de Cámara de la reina Isabel II, la que le hizo comprometerse a realizar dos miniaturas cada año. Sus obras fueron populares en los primeros años del reinado isabelino y su nombre está incluido entre los de los grandes exponentes de la miniatura española del siglo XIX.
Estuvo activa en España entre 1830 y 1889. Firmaba algunos de sus cuadros con las iniciales A.R.
En 1852, con motivo del día de Ramos, la pintora obsequió a la Reina Isabel II con una palma de cera dedicada a la Princesa de Asturias. En esa fecha ya era calificada como notable pintora y debía ser conocida por sus aptitudes pictóricas.
Ejerció de profesora de dibujo en el colegio Loreto de Madrid. Con el tiempo, su fama iría aumentando como retratista y ejecutó numerosos retratos de la alta sociedad madrileña.
Trabajó en el Establecimiento fotográfico de los señores Alonso Martinez y hermano en Madrid ejecutando retratos en miniatura y retocando fotografías a la acuarela.
En la Exposición Nacional de Bellas Artes de 1858 presentó las copias en miniaturas del Cristo de Velázquez, La Virgen de la Coronacion de Murillo y La Perla de Rafael, todas de la colección de la Reina. Fue galardonada con una mención honorífica de segunda clase por un retrato de miniatura.
En 1889 envió tres obras a la Academia de Bellas Artes de San Fernando.
En 1916 la Sociedad Española de Amigos del Arte dedicó su exposición anual a la miniatura-retrato en España mostrando una magnífica colección de 868 piezas. Entre ellas figuraba una miniatura retrato de una respetable dama con el rostro amable encuadrado en tirabuzones hecha por Adriana Rostán.

## Estilo artístico
Adriana Rostán tenía un estilo de pincelada suave y su modelado se definía por un dibujo esquemático y riguroso.

## Obra
Se han documentado las siguientes obras:
- Miniatura copia del Cristo de Velázquez.[9]
- Miniatura copia de La Virgen de la Coronación de Murillo.[9]
- Miniatura copia de La Perla de Rafael.[9] Donada en 1910 al Museo Arqueológico Nacional por Doña Isabel Galcerán junto a una segunda magnífica pieza también de Adriana Rostán.[10]
- Un retrato en miniatura .[2]
- Copia de la Sagrada Familia del Cordero de Rafael , procedente del Palacio de la Granja de San Ildefonso (PN) y expuesto en 2020 en el museo Del Prado en la exposición Invitadas.[11]
- Retrato miniatura de María Victoria de Aosta,[12] reina consorte de Don Amadeo de Saboya. Localización en 2020: Colección de miniaturas Martínez - Lanzas de las Heras.
- Miniatura-retrato de señora, vestida de negro, con cuello cerrado de encaje escarolado y broche de oro formando dos rosas, peinado partido, con tirabuzones cortos en torno, vuelta de tres cuartos a la izquierda. Óvalo. Aguazo sobre marfil. Dimensiones: 55 por 50 mm. Localización en 2020: Museo Lázaro Galdiano.[13]